# John Cockcroft
John Douglas Cockcroft, född 27 maj 1897 i Todmorden, West Yorkshire, död 18 september 1967 i Cambridge, var en brittisk fysiker.
Cockcroft tilldelades 1951, tillsammans med Ernest T. S. Walton, Nobelpriset i fysik "för deras pionjärarbete vid genomförandet av kärnomvandlingar medelst artificiellt accelererade partiklar", vilket skedde genom att man bombarderade litiumatomer med protoner.
Härmed realiserades den gamla alkemiska drömmen om att ur ett grundämne skapa ett annat. Ur litium erhöll Cockcroft och Walton helium. 
Cockcroft var sedan 1948 utländsk ledamot av svenska Vetenskapsakademien.

## Utmärkelser
- Hughesmedaljen,  1938
- Rutherford-medaljen,  1944[6]
- Kommendör av 2 klass av Brittiska imperieorden,  1944[7]
- Knight Bachelor,  1947[8]
- Nobelpriset i fysik, med  Ernest Walton,  1951[9][10]
- Riddare av Hederslegionen,  1952[11]
- Honorary Fellow of the Royal Society Te Apārangi[12]
- Knight Commander av Bathorden,  1953[13]
- Royal Medal,  1954
- Faraday-medaljen,  1955
- Förtjänstorden,  1957
- Niels Bohr-medaljen,  1958
- Wilhelm Exner-medaljen,  1961[14]
- James Alfred Ewing Medal
- IET Kelvin Lecture
- Atoms for Peace Award
- Clerk Maxwell lecture
- Fellow of the Royal Society

[Redigera Wikidata]